# GLRX3
La glutaredoxina-3 es una proteína que en humanos está codificada por el gen GLRX3. Este gen codifica un miembro de la familia de las glutaredoxinas. Las glutaredoxinas son enzimas oxidorreductasa que reducen una variedad de sustratos utilizando glutatión como cofactor. La proteína codificada se une y modula la función de la proteína quinasa C theta. La proteína codificada también puede inhibir la apoptosis y desempeñar un papel en el crecimiento celular, y la expresión de este gen puede ser un marcador de cáncer. Los pseudogenes de este gen se encuentran en el brazo corto de los cromosomas 6 y 9. Se han observado variantes de transcripción empalmadas alternativamente para este gen.

## Interacciones
Se ha demostrado que GLRX3 interactúa con PRKCQ.